# Toki (Gifu)

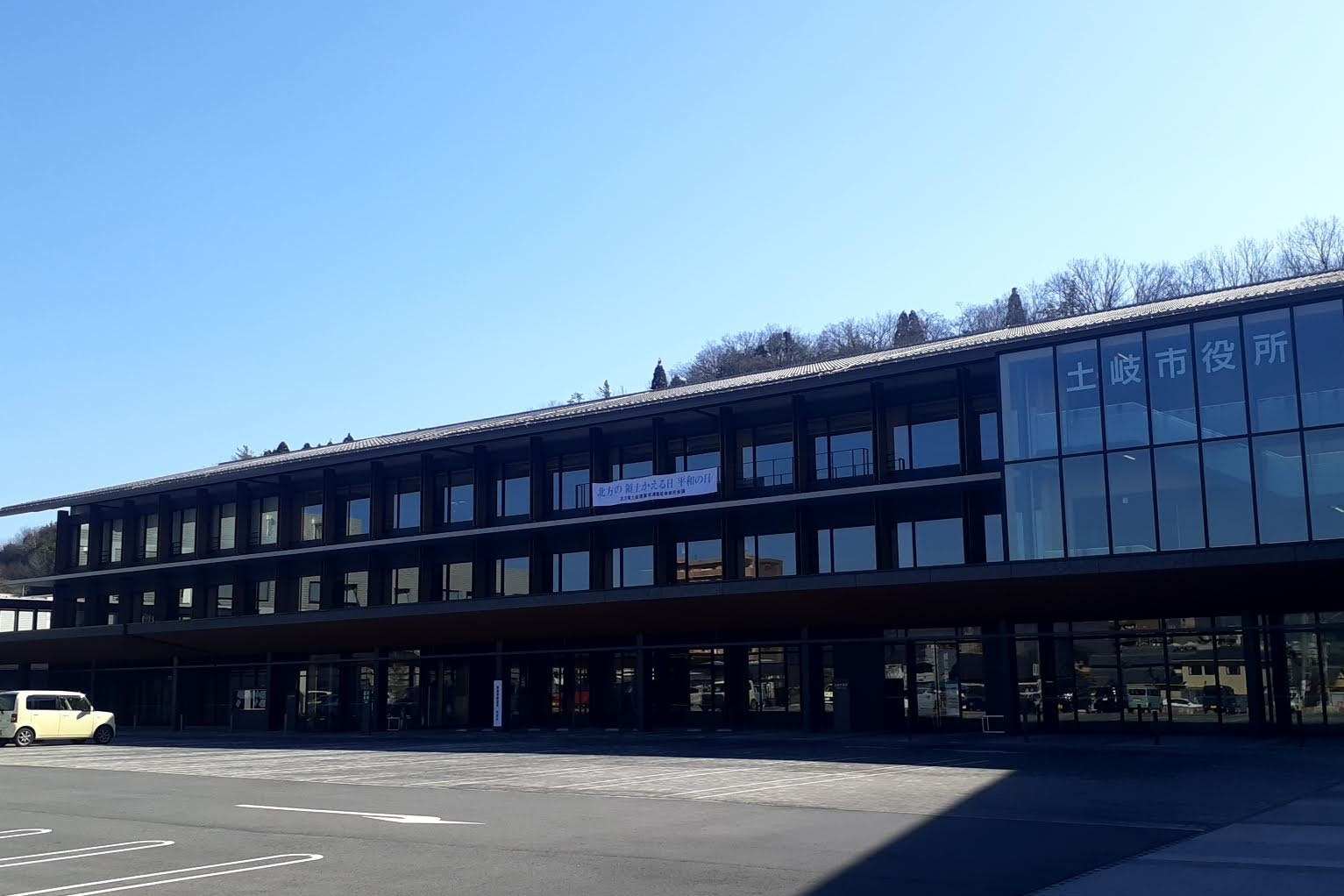
Rathaus Toki

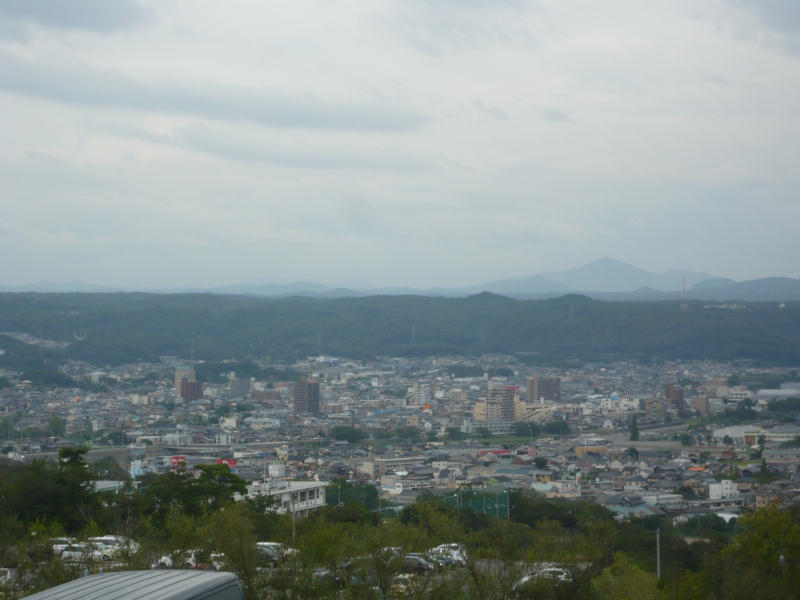
Stadtzentrum von Toki

Toki (jap. 土岐市, -shi) ist eine japanische Stadt in der Präfektur Gifu auf der Insel Honshū. Sie befindet sich im Südosten der Präfekturhauptstadt Gifu am Fluss Toki und ist vor allem für ihre Keramik sowie das seit 1997 dort angesiedelte Nationale Institut für Fusionswissenschaft (核融合科学研究所) bekannt.

## Geschichte
Die Keramikmanufaktur hat in Toki eine Geschichte, die über 1.300 Jahre zurückreicht. Überreste von Brennöfen und Steingutscherben aus dem 7. Jahrhundert hat man bei Ausgrabungen innerhalb der Stadt entdeckt. Die Kunstfertigkeit erreichte in der Azuchi-Momoyama-Zeit (1568–1614) ihren Höhepunkt, als Geschirr für die Teezeremonie hergestellt wurde. In dieser Periode herrschten mehrere Bürgerkriege in der Region Seto. Viele Flüchtlinge (darunter Töpfer) konnten unter dem Schutz der Fürsten in Toki siedeln und sich mit Töpfereien eine Existenz aufbauen. Teekessel, Tassen, Schalen und andere Utensilien mit einzigartiger Gestaltung, wie Oribe (eine Keramik mit grüner und blauer Glasur) waren bei den Daimyō hochgeschätzt. In der Edo-Zeit (1603–1867) wurde die Töpferware immer beliebter im alltäglichen Gebrauch der Japaner. Während der Meiji-Zeit (1868–1912) wurde Porzellan und Keramik aus Toki in ganz Japan populär. Die Keramikprodukte aus Toki sind unter dem Namen Mino-yaki auf dem Markt.
Am 1. Februar 1955 wurde die Stadt Toki aus den fünf Gemeinden Tokitsu (土岐津町, -chō), Oroshi (下石町, -chō), Tsumagi (妻木町, -chō), Dachi (駄知町, -chō) und Izumi (泉町, -chō) und den drei Dörfern Tsurusato (鶴里村, -mura), Sogi (曽木村, -mura) und Hida (肥田村, -mura) des Landkreises Toki gebildet.

## Verkehr
Toki ist über die Chūō-Autobahn erreichbar. Die Stadt liegt zudem an der Nationalstraße 19 von Nagoya nach Nagano, an der Nationalstraße 21 und an der Nationalstraße 363. Am Bahnhof Tokishi an der Chūō-Hauptlinie halten Züge von JR Central.

## Städtepartnerschaften
Faenza, Italien (seit 1979)

## Angrenzende Städte und Gemeinden
- Toyota
- Seto
- Mizunami
- Ena
- Tajimi
- Kani

## Söhne und Töchter der Stadt
- Okagi Hayashi (1909–2025), Altersrekordlerin
- Suzuki Osamu (* 1934), Keramikkünstler und Lebender Nationalschatz